# 馬自強
馬自強（1513年—1578年），字體乾，號乾菴，陝西西安府同州（今大荔縣）人，明朝政治人物。嘉靖庚子解元，癸丑進士，官至禮部尚書兼文淵閣大學士。

## 生平
十岁能文，年十四补郡庠弟子员。嘉靖十九年（1540年）庚子科陕西乡试第一名，三十二年成癸丑科进士，改翰林院庶吉士，三十四年授翰林院检讨，四十三年升修撰，当时重录《永乐大典》，被任命为分校官。四十五年，丁父忧。隆慶元年（1567年），以重录《大典》书成，加翰林院侍读。三年（1569年）服阕，起司经局洗马、管国子监司业事。四年回司經局，兼翰林院侍讲充经筵讲官，纂修《明世宗实录》。是秋，主持应天府乡试。升国子监祭酒。五年升詹事府少詹事、兼翰林院侍读学士，寻掌院事。六年升詹事兼教习庶吉士。神宗即位，擢礼部右侍郎，充日讲官，寻转左，掌詹事府事。丁继母张氏忧归。
萬曆三年（1575年）服除，起添注詹事府，以原官协理府事，充实录副总裁，日讲如故。抵京后，升吏部左侍郎。会礼部尚书出缺，馬自强在廷推中被选为礼部尚书，兼翰林院学士，罢日讲，仍充经筵讲官。萬曆五年知丁丑科贡举，以世宗实录成，加太子少保。六年三月，进太子太保、文渊阁大学士，入阁办事。同年卒，年六十六，赠少保，谥文庄，加祭至十一坛，荫一子中书舍人。

## 家族
其先世居州城南之马坊头。馬和卿生克敬。克敬生驯，太学生，公高祖也。曾祖馬文，祖馬通，知博野、繁峙二县。父馬珍，宛平县丞。母李孺人。继母张氏。兄马秉中（驿丞）、马驸（监生）、馬駩（承差）、马堂（生员）、马芥（训导）、马荐、马自勉（生员）、弟马自脩、马自进、马自省、马自道（生员）。
子二人：馬怡，举人; 馬慥，进士，兵部职方司主事。

## 延伸阅读
[在维基数据编辑]
 《明史卷二百一十九》，出自《明史》